# سینامینسون، نیوجرسی
سینامینسون (به انگلیسی: Cinnaminson Township) شهری در ایالت نیوجرسی کشور ایالات متحده آمریکا است که جمعیت آن در سرشماری سال ۲۰۱۰ میلادی، ۱۵٬۵۶۹ نفر بوده‌است.